# Храм Святого Адальберта (Войцеха) (Новомосковськ)
Храм Святого Адальберта (Войцеха) — центр новоствореної парафії в місті Новомосковськ. 25 квітня 2011 року єпископ Ян Собіло освятив тут муровану каплицю. 3 квітня 2005 року єпископ Станіслав Падевський освятив ікону святого Войтеха й відправив першу Святу Літургію. Служби правлять монахи Братів Менших Капуцинів з парафії св. Йосипа в Дніпрі.
У схематизмі Тираспільської дієцезії за 1917 рік не існує жодної згадки про Новомосковськ.